# غاري كولير
غاري كولير (بالإنجليزية: Gary Collier)‏ (4 فبراير 1955 ببرستل في المملكة المتحدة - ) هو مدرب كرة قدم ولاعب كرة قدم بريطاني في مركز الدفاع. لعب مع كوفنتري سيتي ونادي بريستول سيتي وبورتلاند تيمبرز ونادي غوادالاخارا (نادي كرة قدم) وNomads Soccer Club ‏ وكنساس سيتي كومتس ‏ وشيكاغو ستينغ.

## وصلات خارجية
- غاري كولير على موقع قاعدة بيانات كرة القدم.إي يو (الإنجليزية)